# Villa Falconieri

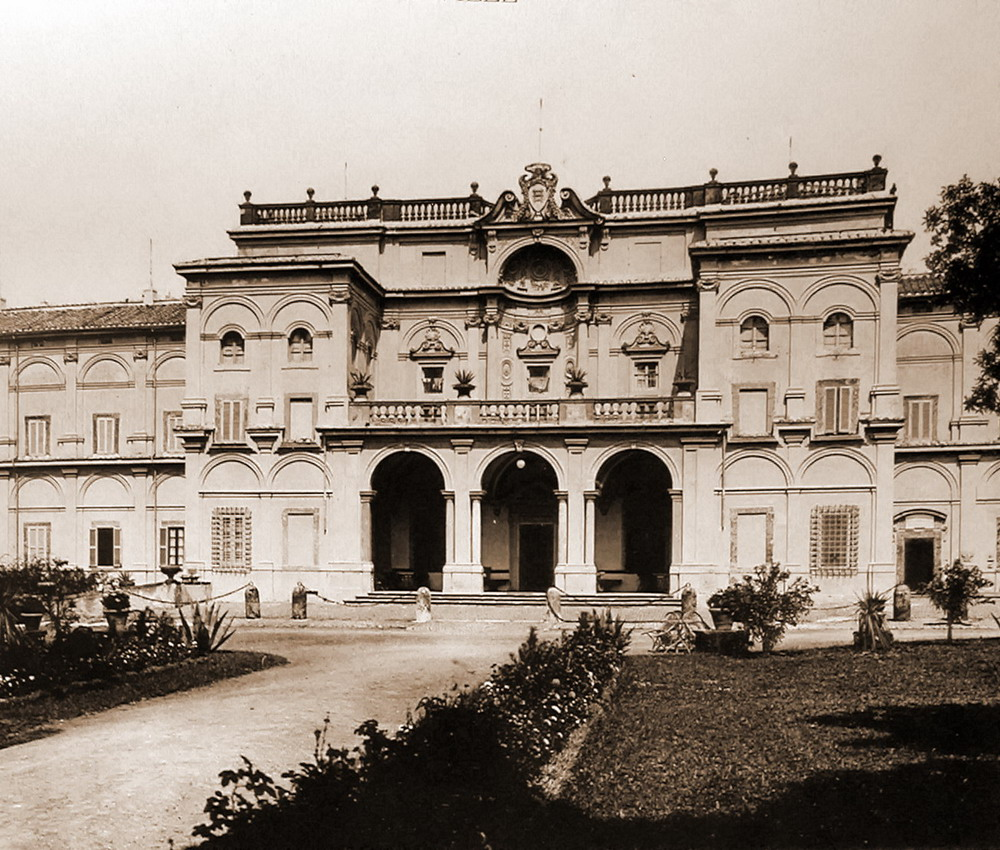
Fachada da Villa Falconieri.

A Villa Falconieri é um palácio italiano, encontrando-se entra as mais belas villas da comuna de Frascati, Província de Roma.

## História
Originalmente, o palácio era chamado de Villa Rufina, tendo sido construída por Monsignor Alessandro Rufini. Em seguida, foi aumentada pelo Papa Paulo III por volta de 1546. Em 1628, Orazio Falconieri adquiriu a villa e encomendou o restauro a Francesco Borromini.

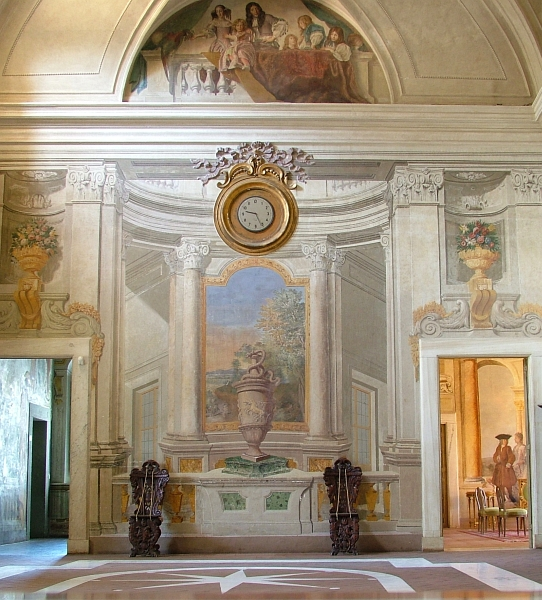
Vestíbulo de entrada.

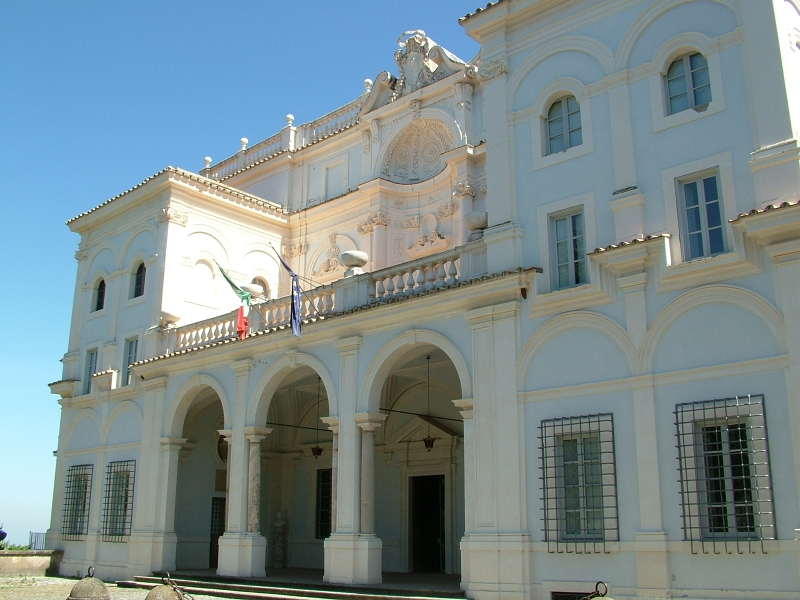
Villa Falconieri.

No projecto trabalharam importantes arquitectos como Antonio Cordiani e o próprio Borromini. Os afresco presentes no interior são obra de Pier Leone Ghezzi, Giacinto Calandrucci, Ciro Ferri, Nicolò Berrettoni e de outros. O parque é constituido por esplêndidos jardins à italiana, ampliados no século XVII, e possui um pequeno lago circundado por cipestres, construído no século XVIII.
Em Maio de 1907 a villa foi adquirida pelo barão alemão Ernest Mendelsshon-Bartholdy, natural de Berlim, que a ofereceu ao Kaiser Guilherme II. No dia 6 de Abril de 1911 o Príncipe Guilherme e a Princesa Clotilde visitaram a villa e decidiram iniciar os trabalhos de restauro.
Aqui, o escritor alemão Richard Voss viveu durante 25 anos e escreveu alguns romances como Villa Falconieri, Febre romana, o filho da Volsca e outros. Ele chamou à villa "a minha casa brilhante": por estas razões, a Villa Falconieri permanece sempre cara à comunidade alemã presente em Roma.

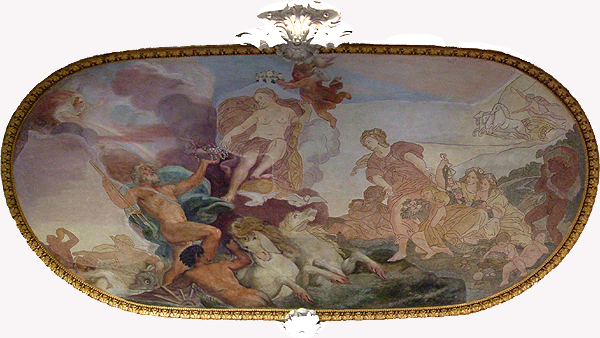
O Nascimento de Vénus.

No final da Primeira Guerra Mundial a villa foi confiscada pelo Estado Italiano.
A Villa Falconieri foi danificada pelos bombardeamentos de 1943-1944 mas um magistral trabalho de restauro devolveu-a aos antigos esplendores. O palácio foi sede do Centro Europeu para a Educação até 1999. Desde 2000 é sede do Instituto Nacional para a Avaliação do Sistema da Instrução (INValSI), agora Servizio nazionale di valutazione del sistema educativo di istruzione e di formazione (Sistema nacional de avaliação do sistema educativo de instrução e de formação).
A Villa Falconieri acolheu as filmagens da ficção Elisa di Rivombrosa - segunda parte, emitida pelo Canale 5 em 2005; era a residência napolitana do Barão de Conegliano.

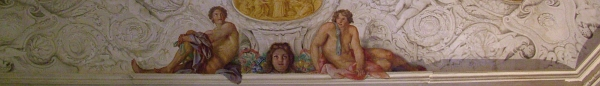
Sala de Verão.